# Estação Ferroviária de Eirol
A Estação Ferroviária de Eirol é uma interface do Ramal de Aveiro, que serve a localidade de Eirol, no Distrito de Aveiro, em Portugal.

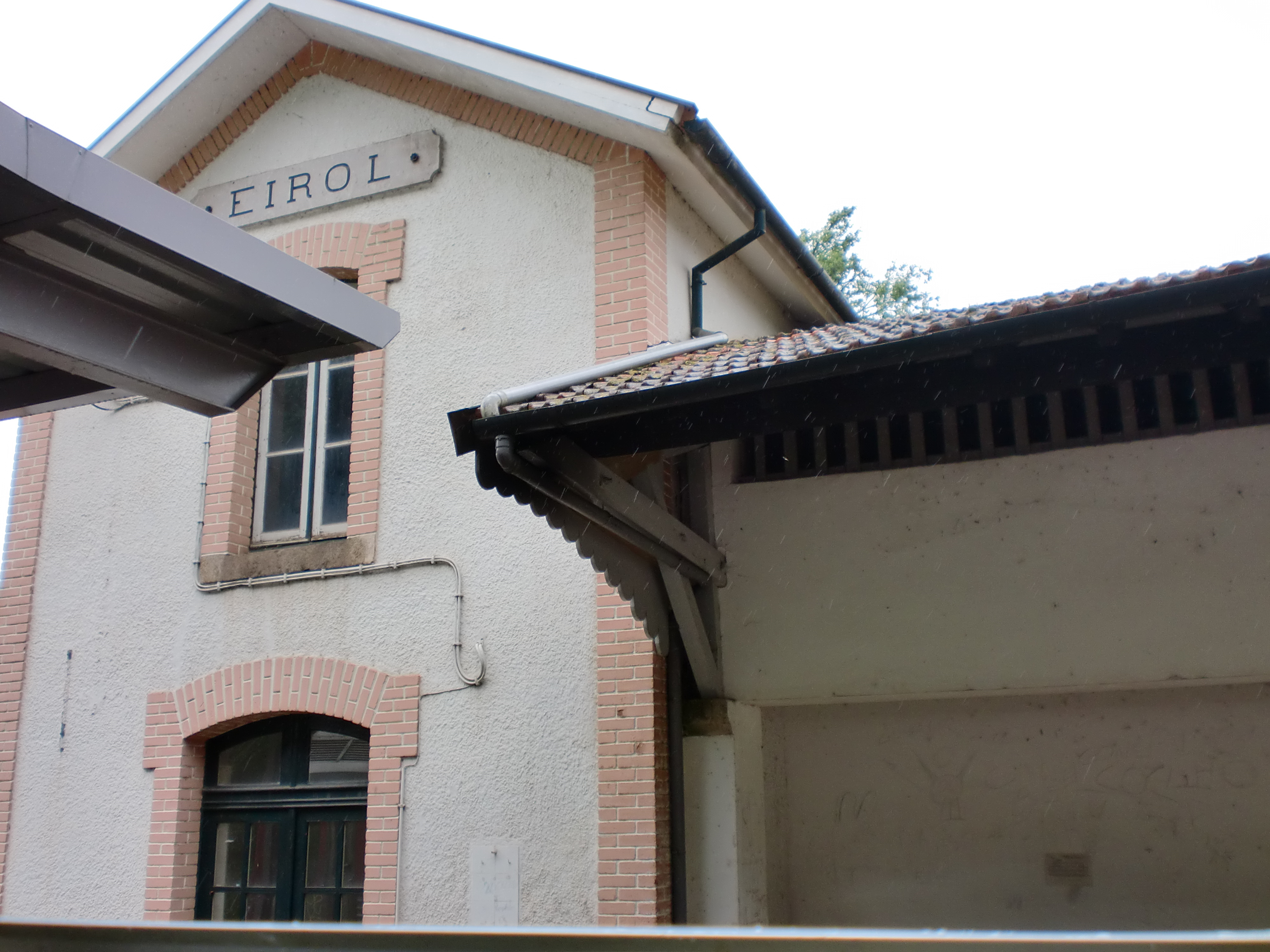
Estação de Eirol, em 2016.

## Descrição

### Caraterização física
A superfície dos carris (plano de rolamento) da estação ferroviária de Eirol ao PK 23+800 situa-se à altitude de 980 cm acima do nível médio das águas do mar. O edifício de passageiros situa-se do lado nordeste da via (lado direito do sentido ascendente, para Aveiro).

### Serviços
Em dados de 2022, esta interface é servida por comboios de passageiros da C.P. de tipo regional, com onze circulações diárias em cada sentido, entre Aveiro e Sernada do Vouga (três destas encurtadas a Águeda ou a Macinhata do Vouga).

## História
Esta interface faz parte do troço entre Albergaria-a-Velha e Aveiro da rede ferroviária do Vouga, que foi inaugurado em 8 de Setembro de 1911, pela Compagnie Française pour la Construction et Exploitation des Chemins de Fer à l'Étranger.
Em 1 de Janeiro de 1947, a gestão da rede do Vouga passou a ser feita pela Companhia dos Caminhos de Ferro Portugueses.